# Giovanni Andrea Ansaldo

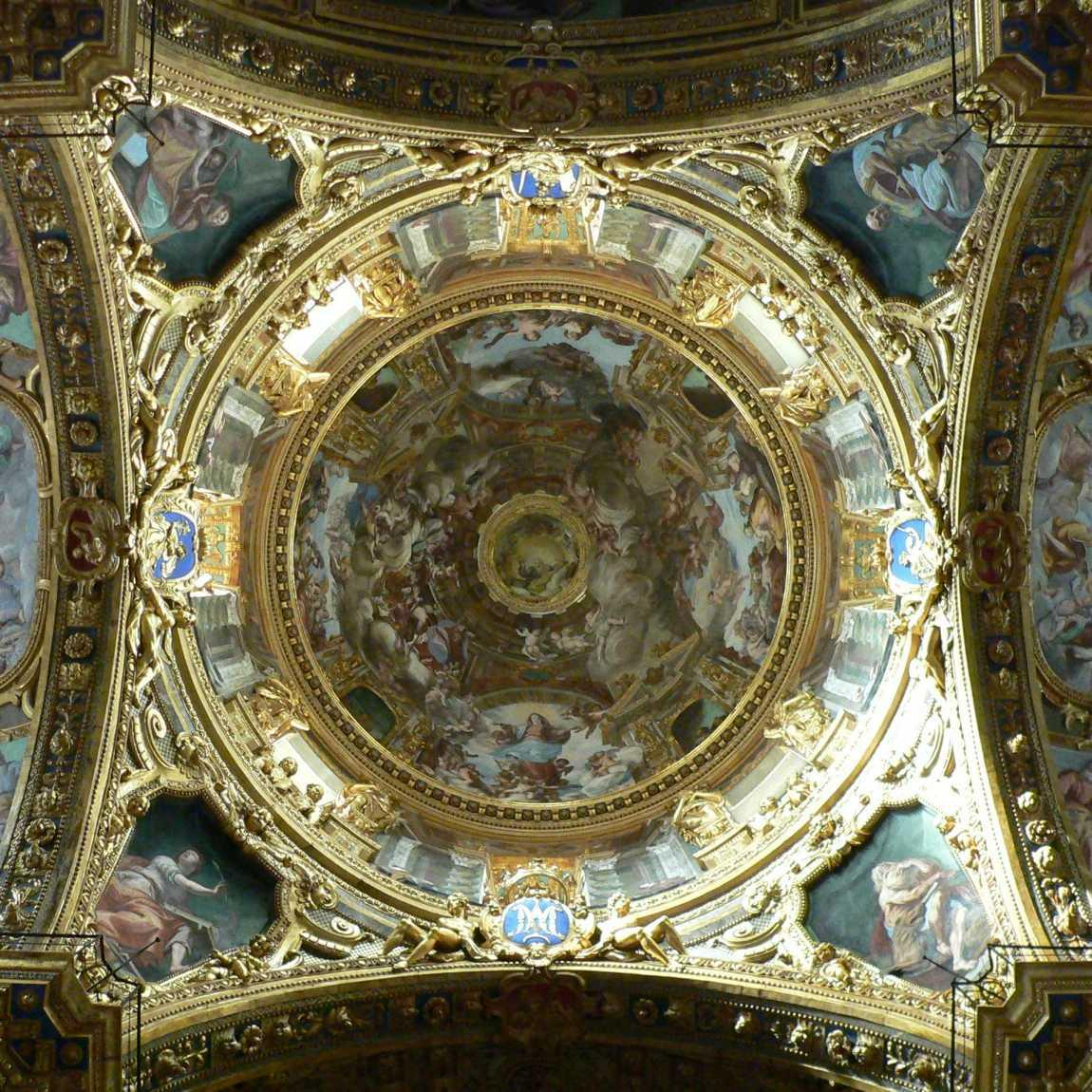
L'Assunzione fresque de la coupole de l'Annunziata

Giovanni Andrea Ansaldo ou  Andrea Ansaldo (Voltri, 1584 - Gênes, 18 août 1638) est un peintre italien du début du XVIIe siècle se rattachant au courant baroque de l'école génoise.

## Biographie
Fils d'un marchand (Agostino), Giovanni Andrea Ansaldo commence sa formation avec Orazio Cambiasi mais il est probable qu'il est entré en contact avec un peintre connu de son temps Bernardo Strozzi à Voltri (à l'époque territoire de la république de Gênes).
Son œuvre est typique de l'éclectisme de la peinture génoise  du début du XVIIe siècle, influencée par les toiles  de Rubens, d'Anton van Dyck, du milanais Giovanni Battista Crespi, de Giulio Cesare Procaccini et de Il Morazzone.
Une de ses dernières œuvres, retenue comme son chef-d'œuvre, est la décoration à fresques de la coupole de la Basilica della Santissima Annunziata del Vastato  de Gênes, réalisée entre 1635 et 1638 (terminée peu de temps avant sa mort), avec un très intéressant effet illusionniste obtenu en appui sur les ouvertures de l'architecture (oculus), conçues comme  autant de diaphragmes entre espace réel et  espace peint.
À sa mort, Ansaldo a probablement été enterré dans la même Basilica della Santissima Annunziata del Vastato de Gênes.
Parmi ses élèves on note Orazio de Ferrari, Gioacchino Assereto, Giuseppe Badaracco et Bartolomeo Bassi et il a eu Giovanni Andrea de Ferrari pour collaborateur.

## Œuvres

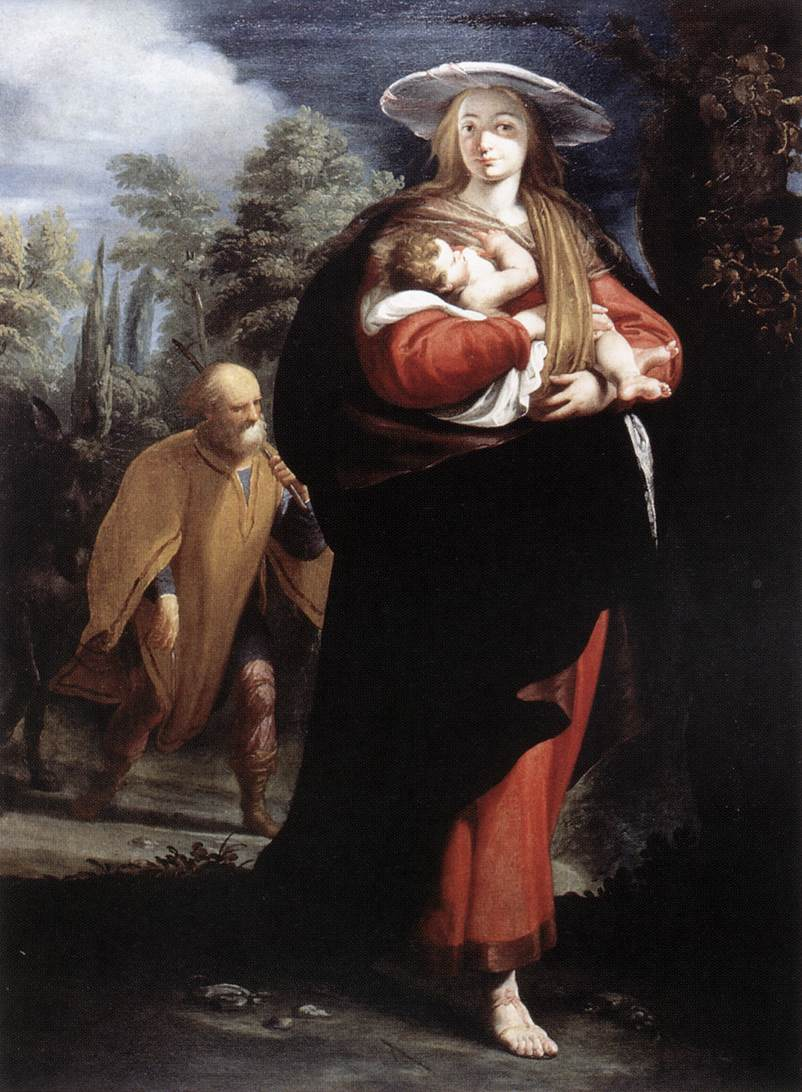
Fuga in Egitto

- Viatico di Santa Lucia, église dei Santi Nicolò ed Erasmo à Voltri, Gênes
- Martirio di Sant'Andrea, église dei Santi Nicolò ed Erasmo à Voltri, Gênes
- Decollazione del Battista (1615), église paroissiale Recco
- Santi Pietro, Erasmo, Chiara e Caterina - prima del 1622, église paroissiale, Albissola Marina
- San Carlo (1622-1623) Albissola Marina, église paroissiale
- Fuga in Egitto - olio su tela (170 cm × 127 cm), Galleria Corsini, Rome
- Salomè offre a Erodiade la testa del Battista - Gênes, Palazzo Bianco
- Pietà, Accademia Ligustica di Belle Arti, Gênes
- San Giovanni a Patmos, Pinacoteca dei Cappuccini, Voltaggio
- Sant'Ambrogio assolve Teodosio, église di Sant'Ambrogio a Voltri, Gênes
- Imprese di Ambrogio Spinola nelle Fiandre, Villa Spinola di San Pietro a Sampierdarena, Gênes
- San Luca che dipinge la Madonna e figure, San Rocco di Granarolo, Gênes
- La Vergine Immacolata con i santi Salvatore da Horta e Pasquale Baylon, Istituto Don Bosco, Alassio

## Sources
- (it) Cet article est partiellement ou en totalité issu de l’article de Wikipédia en italien intitulé « Giovanni Andrea Ansaldo » (voir la liste des auteurs).

- (en) Cet article est partiellement ou en totalité issu de l’article de Wikipédia en anglais intitulé « Giovanni Andrea Ansaldo » (voir la liste des auteurs).